# Netwerk Oude Muziek
Netwerk Oude Muziek is de oude naam van de landelijke concertserie van de Organisatie Oude Muziek, die ook het Festival Oude Muziek Utrecht organiseert. De serie concerten begon in 1982 en is inmiddels uitgegroeid tot een reeks van meer dan 100 concerten per jaar, gegeven door 15 à 20 ensembles en solisten op ruim 20 plaatsen in Nederland en Vlaanderen. Vanaf het seizoen 2007/2008 ging de serie verder onder de naam oudemuziek 07/08.